# Timalie à gros bec
Stachyris humei
Espèce
Statut de conservation UICN

 NT  : Quasi menacé
La Timalie à gros bec (Stachyris humei) est une espèce de passereaux de la famille des Timaliidae.

## Répartition
Cet oiseau peuple les zones forestières de l'Est de l'Himalaya.